# Diprotodon optatum
Diprotodon optatum, il più grande marsupiale mai esistito, era un gigantesco vombato presente in Australia fino a 45.000 anni fa.
Era alto un metro e mezzo al garrese e raggiungeva una lunghezza di 3 metri, le zampe sorreggevano un peso di 3 tonnellate.
Viveva mangiando arbusti e si radunava con i suoi simili alle pozze d'acqua, come testimoniato dai fossili.
Le dimensioni di un SUV e la scarsa agilità lo rendevano un ghiotto bersaglio per i cacciatori ed i leoni marsupiali o il megalania.